# Yunkay
Yunkay (nach Yunka oder Yunga, einer niedrig gelegenen Höhenzone beiderseits der Anden sowie deren Bewohnern) oder Quechua II a (Nebenast des Wampuy) ist die linguistische Bezeichnung (nach Alfredo Torero) für eine Gruppe von Varianten der Quechua-Sprachfamilie mit kleiner Sprecherzahl im Norden Perus sowie im peruanischen Departement Lima (Yauyos-Quechua).
Die Mundarten des Yunkay-Quechua haben den alten Quechua-Lautstand einschließlich des retroflexen [ĉ] weitgehend bewahrt.
Das Yunkay Nordperus – Cajamarca-Quechua und Inkawasi-Kañaris – hat eine Reihe phonetischer Eigenheiten mit dem Chinchay (Quechua II b) gemeinsam: ll wird wie in Argentinien ausgesprochen (j in französisch Journal), mp wie [mb], nt wie [nd] und nk wie [ng]. Die stimmhaften Plosive b, d, g sind jedoch nicht phonemisch und werden deshalb – auch in Angleichung an andere Quechua-Varianten – in der modernen Quechua-Rechtschreibung als p, t, k wiedergegeben. Das ch fällt vor n durch Assimilation in der Aussprache mit dem ll zusammen. Ebenso ist wie im peruanischen Chinchay-Quechua anlautendes [h] verstummt. Auch grammatikalisch überwiegen die Gemeinsamkeiten, so etwa bei der Pluralform des Verbs durch Anhängen von -llapa oder -sapa.
Im Wortschatz gibt es auch viele Gemeinsamkeiten mit dem Quechua I (Waywash).